# 10 ragazze (film)
10 ragazze è un film del 2011 diretto da Tessa Bernardi.
I narratori del film sono: Carlo Monni, Sergio Forconi, Francesco Ciampi e Aulo Sarti.

## Trama
Due comici falliti, Ermanno e Alessandro, si inventano un finto reality show. Alcune ragazze, tra cui Luisa, Annalisa, Giulia e altre, credono al reality show e quindi pensano veramente di parteciparci; non pensano che in realtà si tratti di una truffa.

## Produzione
Il film è stato girato durante l'estate del 2010 in Toscana, in particolare Firenze, Impruneta, Greve in Chianti, Prato e Lucca.

## Distribuzione
Il film è stato presentato in anteprima al pubblico il 3 febbraio 2011. È uscito, quindi, nelle sale cinematografiche.
Del film è stato prodotto anche un DVD.